# Trupanea cratericola
Trupanea cratericola är en tvåvingeart som först beskrevs av Grimshaw 1901.  Trupanea cratericola ingår i släktet Trupanea och familjen borrflugor. Inga underarter finns listade i Catalogue of Life.